# Anunciação (Artemisia Gentileschi)
Anunciação é uma pintura da artista italiana Artemisia Gentileschi. É assinado e datado de 1630.